# Моисеев, Станислав Анатольевич
Станислав Анатольевич Моисеев (укр. Станіслав Анатолійович Мойсеєв; 21 марта 1959, Харьков) — советский и украинский театральный режиссёр. Заслуженный деятель искусств Украины (1999), Народный артист Украины (2008).

## Биография

### Профессиональная деятельность
Окончив Киевский театральный институт им. Карпенко-Карого в 1981 году получил приглашение в Сумской драматический театр им. Щепкина.
Следующее место работы (1988—1991 гг.) — Закарпатский областной украинский музыкально-драматический театр в Ужгороде, где Моисеев становится художественным руководителем.
С 1992 года ставит в Киеве. В столичной биографии Станислава Моисеева кроме сцены Молодого театра значатся Национальный академический драматический театр им. Ивана Франко, Национальный академический театр русской драмы имени Леси Украинки, Киевский академический театр юного зрителя на Липках, Киевский драматический театр «Браво».
Преподаёт в театральном институте.
Изредка снимается в кино.

### Киевский академический Молодой театр
С 1996 года Станислав Моисеев — художественный руководитель Молодого театра. С приходом молодого режиссёра в театр существенно обновляется его репертуар.
Первая постановка Станислава Моисеева в Молодом театре — «Дон Жунан» — становится театральным событием театрального Киева. Этим спектаклем обозначился новый виток в театре. Спектакль высоко оценили на международных театральных фестивалях, троекратный лауреат премии «Киевская пектораль».
На сцене Молодого театра Моисеев ставит «Дон Жуана», «РЕхуВИлийЗОР», «Гедду Габлер», с его инициативы проходит серия литературно-театральных вечеров поэтической группы «Бу-ба-бу».
На сцене Молодого театра 21 марта 2009 года Станислав Моисеев отпраздновал свой 50-летний юбилей сценической нарезкой из 10 его спектаклей, объединённых в одно название «Монолог из театра».
В 2012-2017 годах Станислав Моисеев - художественный руководитель Национального академического драматического театра им. Ивана Франко.

### Семья
- Мать — Евгения Воробьёва, актриса Донецкого драматического театра, Народная артистка УССР[2]
- Жена — Римма Зюбина, актриса Молодого театра[3]
  - Сын — Данила[4]

## Театр

### Сумской драматический театр им. Щепкина
1. «Две стрелы» А. Володина
2. «Наталка-Полтавка» И. Котляревского

### Закарпатский областной украинский музыкально-драматический театр
1. «Проделки Скапена» Ж. Мольера
2. «Зона» Н. Кулиша
3. «Федра» Ж. Расина

### Киевский академический Молодой театр
1. 1997, 22 ноября — «Дон Жунан» Ж. Мольера
2. 1999, 15 октября — «РЕхуВИлийЗОР» Н. Гоголя и Н. Кулиша
3. 2000 — «Трагедия Гамлета, принца датского» У. Шекспира
4. 2001, 31 марта — «Гедда Габлер» Г.Ибсена
5. 2001 — «Лев и Львица» Ирены Коваль
6. 2002, 15 ноября — «Хоровод любви» А. Шницлера
7. 2003, 11 октября — «Дядя Ваня» А. Чехова
8. 2004, 14 мая — «Маринованый аристократ» Ирены Коваль
9. 2005 — «В моем завершении — мое начало» Ф. Шиллера
10. 2006, 17 февраля — «Московиада» Ю. Андруховича
11. 2007, 2 февраля — «Четвертая сестра» Я. Гловацкого
12. 2009, 5 декабря — «Торчалов» Никиты Воронова
13. 2010, 24 декабря — «Сатисфакция» (по пьесе У. Шекспира «Венецианский купец»)
14. 2012, 13 января — «Любовные письма Сталину» Хуана Майорга.

### Национальный академический драматический театр им. Ивана Франко
1. 1996 — «Украинский водевиль, или Выпьем и пойдём» М. Кропивницкого
2. 2007 — «Лев и Львица» Ирены Коваль
3. 2013 — «Цветок чертополоха» Натальи Ворожбит
4. 2014 — «Такая её судьба» Станислава Моисеева по поэзии Т. Шевченко
5. 2015, 23 апреля — «Эрик XIV» А. Стриндберга[5]

### Другие театры
1. «Веселись когда велят» Шаховского-Писарева
2. «Коломба» Ж. Ануя (Донецк)
3. «Круг» С. Моэма
4. «Кто предаст Брута?..» Н. Гоголя
5. «Мещанин во дворянстве» Ж. Мольера (Львов)
6. «Нельская башня» А. Дюма
7. «Портрет для первой полосы» Ю. Макарова
8. «Привидения» Г. Ибсена (Театр «Браво»)
9. «Соло на флейте» В. Микитенко
10. «Учитель и ученик» А. Писарева (Одесса)
11. «Энеида» И. Котляревского

## Фильмография
- 2007 — «Я считаю: раз, два, три, четыре, пять» — член худсовета театра
- 2020 — «Наши котики» — президент украины

## Награды и признание
- 1996 — Номинант премии «Киевская пектораль» в категории «Лучшая режиссёрская работа» (спектакль «Привидения»)
- 1999 — Заслуженный деятель искусств Украины
- 2001 — Лауреат премии «Киевская пектораль» в категории «Лучшая режиссёрская работа» (спектакли «Гедда Габлер» и «Лев и Львица»)
- 2003 — Лауреат премии имени Ивана Котляревского
- 2006 — Номинант премии «Киевская пектораль» в категории «Лучшая режиссёрская работа» (спектакль «Московиада»)
- 2007
  - Лауреат премии «Киевская пектораль» в категории «Лучший спектакль драматического театра» (спектакль «Четвёртая сестра»)
  - Номинант премии «Киевская пектораль» в категории «Лучшая режиссёрская работа» (спектакль «Четвёртая сестра»)
- 2008 — Народный артист Украины[6]
- 2013 — Номинант премии «Киевская пектораль» в категории «Лучшая режиссёрская работа» (спектакль «Дядя Ваня»)
- 2014 — По мнению украинских театральных журналистов (еженедельник «Зеркало недели»), вошел в ТОП-10 самых влиятельных украинских театральных режиссёров[7]
- 2015 — Лауреат премии «Киевская пектораль» в категории «Лучшая режиссёрская работа» (спектакль «Такая её судьба» (Тарас Шевченко))